# استیو کاکرن
استیو کوکران (انگلیسی: Steve Cochran؛ ۲۵ مهٔ ۱۹۱۷ – ۱۵ ژوئن ۱۹۶۵) یک هنرپیشه اهل ایالات متحده آمریکا بود. وی بین سال‌های ۱۹۴۵ تا ۱۹۶۵ میلادی فعالیت می‌کرد.
از فیلم‌ها یا برنامه‌های تلویزیونی که وی در آن نقش داشته است می‌توان به گرمای سفید، بهترین سال‌های زندگی ما و فردا هم روز خداست اشاره کرد.